# Loma Chica, Hidalgo
Loma Chica är en ort i Mexiko.   Den ligger i kommunen Acatlán och delstaten Hidalgo, i den sydöstra delen av landet, 100 km nordost om huvudstaden Mexico City. Loma Chica ligger 2 396 meter över havet och antalet invånare är 135.
Terrängen runt Loma Chica är kuperad västerut, men österut är den platt. Runt Loma Chica är det ganska tätbefolkat, med 60 invånare per kvadratkilometer. Närmaste större samhälle är Tulancingo, 11,1 km öster om Loma Chica. I omgivningarna runt Loma Chica växer huvudsakligen savannskog.